# West Bend (Iowa)
West Bend est une localité à cheval sur les comtés de Palo Alto et de Kossuth, situés dans l'Iowa, États-Unis. La population était de 834 personnes lors du recensement de 2000.

## Histoire
West Bend tient ses origines au début des années 1880 de la construction du « Burlington, Cedar Rapids and Northern Railway ». Le village s'appelait à l'origine « Ives » du nom du président du chemin de fer mais les habitants l'ont changé en « West Bend » à cause de la boucle que la rivière Des Moines trace près de la localité.
West Bend (aka Ives) fut la première agglomération du comté de Palo Alto. Une taxe spéciale de cinq cents pour la construction d’une gare a été promise au chemin de fer s’il créait un arrêt lors de sa construction. La ligne et la gare ont ainsi été construites à West Bend.

## Géographie
Le village chevauche la frontière des comtés, dans la partie sud-ouest du comté de Kossuth et la partie sud-est du comté de Palo Alto, dans le nord-ouest de l'Iowa. À l'origine, il était entièrement situé dans le comté de Palo Alto.

## Population et société

### Recensement de 2010
D'après le recensement de 2010, il y avait 785 habitants, 360 ménages, et 213 familles dans le village.

### Cultes
La localité dispose de quatre lieux de culte : 
- Apostolic Christian Church ;
- Peace Lutheran Church ;
- SS Peter & Paul Catholic Church ;
- United Methodist Church.

## Sod House
La réplique d'une maison des premiers pionniers est ouverte à la visite au 201 1st Ave SE, West Bend IA.
Après l'Homestead Act, dans les années 1850, les pionniers se voient attribuer 60 hectares (150 acres) de terres gratuites s’ils y demeurent pendant 5 ans dans une habitation avec porte et fenêtre. 
En l’absence de grands arbres dans la prairie, les maisons en terre étaient la solution jusqu’à ce que le bois d’œuvre arrive par le chemin de fer. Une famille de 6 à 8 âmes vivait dans une maison d'une seule pièce de taille modeste. Un grenier pouvait être construit pour que les enfants dorment. Les repas étaient cuits à l'extérieur en été pour garder le frais à l'intérieur. Un moulin à vent a été ajouté au site.

## La grotte de la Rédemption

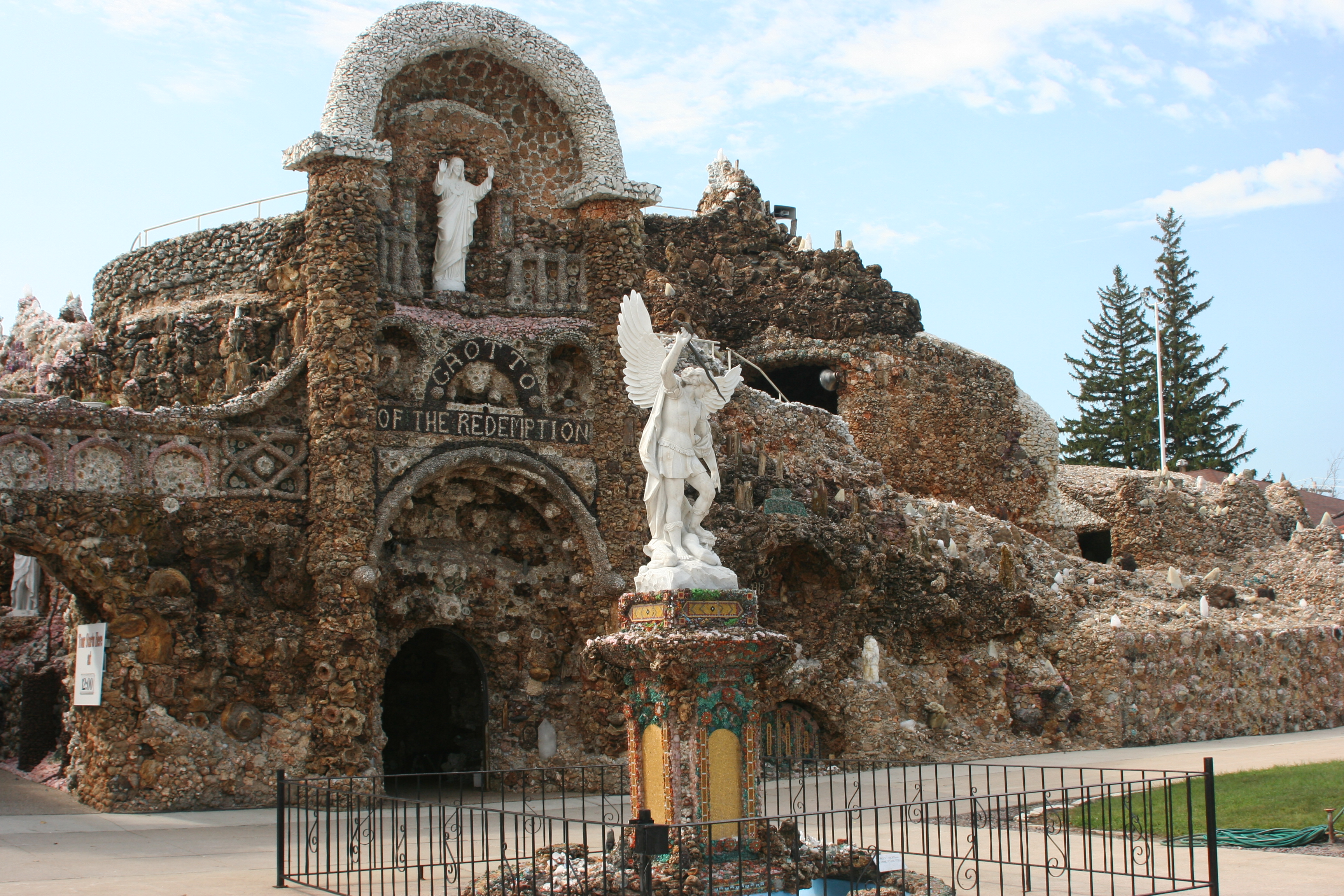
La grotte.

La grotte est l'œuvre de Paul Dobberstein, un prêtre catholique qui s'est installé à Westbend aux environs de 1902.
La grotte de la Rédemption est la plus grande grotte artificielle du monde et accueille entre 25 000 et 30 000 visiteurs par an. Les neuf grottes distinctes représentent chacune une scène de la vie de Jésus de Nazareth. Le thème de la Rédemption donne une unité à cet espace sacré. Le père Dobberstein souhaitait que la Grotte soit « non confessionnelle » et que toutes les religions puissent l'apprécier. Son souhait était que la grotte parle à tous à travers la beauté naturelle des pierres et leurs arrangements.

## Enseignement
L'école locale est celle de West Bend-Mallard.
Un service prend en charge les enfants de 6 à 13 ans en dehors des horaires scolaires, the Wolverine Den.

## Personnalités locales
- Paul Dobberstein  (1872-1954), germano-américain, prêtre et architecte, connu pour la construction de la grotte de la Rédemption ; résident de West Bend[8].